# Club Deportivo Unión Tejina
El  Club Deportivo Unión Tejina  es un club de fútbol de la localidad de Tejina, perteneciente al municipio de San Cristóbal de La Laguna (Santa Cruz de Tenerife, España). Actualmente milita en la Interinsular Preferente de Tenerife, máxima categoría regional de la provincia.

## Historia
El Unión Tejina se funda en 1955, como equipo juvenil dependiente del Club Deportivo Canarias, aunque no se federa hasta 1963. Llega a Preferente en la temporada 1976/77, cuando la competición solo tenía dos años de vida. En la temporada 1980/81 queda campeón de liga y consigue el ascenso al fútbol nacional. Así en la temporada 1981/82 se estrenaba en el grupo canario de Tercera División, donde curiosamente también llegaba en el segundo año de vida de la competición. Diez años en Tercera División con dos fugaces pasos de un año por Preferente fue el balance de esta dorada época para el conjunto de Tejina. Desde entonces ha militado en Preferente, donde ha jugado un total de veintidós campañas (cifra solo superada en Canarias por R.Unión Tenerife, UD Tacoronte, C.D.At.Paso y C.D. San Andrés) y más recientemente el conjunto tejinero ha militado en la Primera Interinsular de Tenerife, pozo del que parece no poder salir.
Su segunda plaza en la temporada 2005-06 le daría derecho a disputar con el campeón de la máxima categoría regional de la provincia vecina, la Unión Sur Yaiza, la promoción de ascenso a Tercera División. Sin embargo los tejineros no conseguirían su objetivo al caer por 1-0 en tierras conejeras y solo logar un empate a dos en casa.

### Derbis
El Unión Tejina ha tenido una gran rivalidad desde su fundación 1955 con el CD Valle Guerra. Fuera de la ciudad de San Cristóbal de La Laguna, los partidos con la U.D.Tegueste o el Club Deportivo Alirón Tegueste, por su cercanía también han sido muy importantes.

## Estadio
El Club Deportivo Unión Tejina juega sus encuentros como local en el campo de fútbol Izquierdo Rodríguez con capacidad para aproximadamente dos mil quinientos espectadores. Este campo, que lleva el nombre del que fuera propietario de los terrenos donde se construyó, se inauguró el 24 de agosto de 1964 con un partido que enfrentó al Unión Tejina y al Club Deportivo Tenerife.

## Uniforme
- Local: la camiseta es azul marina con algunos toques blancos , el pantalón es blanco y las medias azul marina.
- Visitante: el uniforme visitante es completamente blanco, negro o rojiblanco dependiendo de la temporada.

## Temporadas
| Temporada | División     | Posición | Copa del Rey |
| --------- | ------------ | -------- | ------------ |
| 1964/65   | 2.ª Regional | 4.º      |              |
| 1965/66   | 2.ª Regional | 3.º      |              |
| 1966/67   | 2.ª Regional | 2.º      |              |
| 1967/68   | 2.ª Regional | 2.º      |              |
| 1968/69   | 1.ª Regional | 7.º      |              |
| 1969/70   | 1.ª Regional | 2.º      |              |
| 1970/71   | 1.ª Regional | 7.º      |              |
| 1971/72   | 1.ª Regional | 10.º     |              |
| 1972/73   | 2.ª Regional | 1º       |              |
| 1973/74   | 1.ª Regional | 1º       |              |
| 1974/75   | Preferente   | 10°      |              |
| 1975/76   | Preferente   | 7°       |              |
| 1976/77   | Preferente   | 9.º      |              |
| 1977/78   | Preferente   | 8.º      |              |
| 1978/79   | Preferente   | 6.º      |              |
| 1979/80   | Preferente   | 10.º     |              |
| 1980/81   | Preferente   | 1º       |              |
| 1981/82   | 3.ªDivisión  | 13.º     |              |
| 1982/83   | 3.ªDivisión  | 11.º     |              |
| 1983/84   | 3.ªDivisión  | 7.º      |              |
| 1984/85   | 3.ªDivisión  | 18.º     |              |
| 1985/86   | Preferente   | 2.º      |              |
| 1986/87   | 3.ªDivisión  | 12.º     |              |
| 1987/88   | 3.ªDivisión  | 20.º     |              |
| 1988/89   | Preferente   | 2.º      |              |
| 1989/90   | 3.ªDivisión  | 16.º     |              |
| 1990/91   | 3.ªDivisión  | 9.º      |              |
| 1991/92   | 3.ªDivisión  | 17.º     |              |
| 1992/93   | 3.ªDivisión  | 19.º     |              |
| 1993/94   | Preferente   | 9.º      |              |
| 1994/95   | Preferente   | 9.º      |              |
| 1995/96   | Preferente   | 14.º     |              |
| 1996/97   | Preferente   | 15.º     |              |
| 1997/98   | Preferente   | 6.º      |              |
| 1998/99   | Preferente   | 10.º     |              |
| 1999/00   | Preferente   | 5.º      |              |

| Temporada | División     | Posición | Copa del Rey |
| --------- | ------------ | -------- | ------------ |
| 2000/01   | Preferente   | 9.º      |              |
| 2001/02   | Preferente   | 16.º     |              |
| 2002/03   | 1.ªRegional  | 2.º      |              |
| 2003/04   | Preferente   | 9.º      |              |
| 2004/05   | Preferente   | 3.º      |              |
| 2005/06   | Preferente   | 2.º      |              |
| 2006/07   | Preferente   | 5.º      |              |
| 2007/08   | Preferente   | 13.º     |              |
| 2008/09   | Preferente   | 17.º     |              |
| 2009/10   | 1.ª Regional | 6.º      |              |
| 2010/11   | 1.ª Regional | 13.º     |              |
| 2011/12   | 1.ªRegional  | 18.º     |              |
| 2012/13   | 1.ª Regional | 9.º      |              |
| 2013/14   | 1.ª Regional | 10.º     |              |
| 2014/15   | 1.ª Regional | 15.º     |              |
| 2015/16   | 1.ª Regional | 14.º     |              |
| 2016/17   | 1.ª Regional | 4.º      |              |
| 2017/18   | Preferente   | 14.º     |              |
| 2018/19   | Preferente   | 9°       |              |
| 2019/20   | Preferente   | 12°      |              |
| 2020/21   | Preferente   | 6°       |              |
| 2021/22   | Preferente   | 6°       |              |
| 2022/23   | Preferente   | 14°      |              |
| 2023/24   | Preferente   | 13.º     |              |
| 2024/25   | 1.ª Regional |          |              |

### Datos del Club
- Temporadas en 3ªDivisión: 10
- Temporadas en Preferente: 31
- Temporadas en 1ªRegional: 15
- Temporadas en 2ªRegional: 5

## Palmarés
- Preferente de Tenerife (1): 1980/81.[3]
- Copa Heliodoro Rodríguez López (1): 2003/04.[4]
- Campeón Primera Regional (1): 1973/74
- Campeón Segunda Regional (1): 1972/73